# Francesc Rusca i Domènec
Francesc Rusca i Domènec (All (Isòvol), Baixa Cerdanya, 1869 - Barcelona (Barcelonès), 6 de desembre, 1909), fou un metge i professor cerdà.
Va estudiar el primer ensenyament a Òpol i a Ribesaltes (Rosselló). Als dotze anys va ingressar al Petit seminaire de Prades. Després, el jesuïta pare Sourreau el va preparar gratuïtament, impressionat per la seva bona aplicació, per al batxillerat, que va cursar al Liceu de Montpeller. Un cop batxiller, va venir a Espanya, passant a Toledo per dedicar-se a la carrera de les armes, però comprenent, després d'algun temps, que no era aquest el seu camí, es va establir a Barcelona, on va estudiar medicina, essent practicant de l'Hospital del Sagrat Cor de la ciutat, amb el doctor Cardenal, cirurgià d'aquell establiment. Es va llicenciar al març de 1895, i poc després la Junta del referit Hospital el va nomenar metge interí del mateix.
Pels seus treballs de perfecte anatòmic i pels seus estudis de laboratori va començar llavors a prendre relleu la seva personalitat científica. Es va doctorar el 22 d'octubre de 1903. Ja doctor, va muntar a Barcelona una clínica particular, amb 22 llits, on va realitzar fins als darrers dies nombroses i difícils operacions quirúrgiques que li van valer just renom. Després de renyides oposicions va guanyar, el novembre del 1905, la càtedra de patologia quirúrgica de la Facultat de Medicina de Barcelona, que va exercir amb brillantor fins a la seva mort.

## Víctima de la ciència
Rusca i Domènec va ser una víctima de la ciència, ja que va morir a conseqüència d'haver-se inoculat el germen infecciós d'un dels seus operats. Els seus nombrosos alumnes van guardar durant anys el record de les seves sàvies lliçons, i la influència dels seus ensenyaments va estar viva durant molt de temps a la Facultat de Medicina de Barcelona.
Rusca i Domènec va deixar les publicacions següents:
- Las inyecciones intravenosas aplicadas al tratamiento de las infecciones peritoneales (1899);
- Flemones leñosos (1900);
- Las inyecciones intrarraquideas de cocaina como medio anestésico (1900);
- Contribución al tratamiento de la peritonitis aguda generalizada (1901);
- Epitelioma branquial del cuello' (1902);
- Contribución al estudio de la macroglosia (1903);
- El circulo vicioso en la gastroentereostomia, tesi del doctorat (1903);
- Contribución al estudio de la esplennoplosis (1904);
- El melonama, memòria de les oposicions a càtedra, publicada el 1904.